# Raymond Bonheur (peintre)
Pour les articles homonymes, voir Raymond Bonheur et Bonheur.
Raymond Bonheur, né à Bordeaux le 20 mars 1796 et mort à Paris le 23 mars 1849, est un peintre français renommé pour ses paysages et ses portraits.

## Biographie
Raymond Bonheur est le fils de François Bonheur (1748-1829), cuisinier et d'Éléonore Marie Pérard. Son frère ainé Jean, né en 1779, est peintre doreur.

## Relations
Il épouse en mai 1821 Sophie Marquis,, fille du riche commerçant bordelais Jean-Baptiste Dublan de Lahet.
Ils ont quatre enfants, tous artistes : Rosa Bonheur, la plus célèbre aujourd'hui de la famille, dont il fut le premier maître, Auguste Bonheur, Isidore Bonheur et Juliette Bonheur.
Après la mort de Sophie en 1833 , il épouse en 1842 Marguerite Peyrol, dont il a un fils en 1848, Germain Bonheur également peintre.  
Saint-Simonien convaincu, il se retire au couvent de Ménilmontant durant deux années, laissant femme et enfants dans la misère.
À la fin de sa vie, il est directeur d'une des écoles communales de dessin instituées par la Ville de Paris pour les jeunes filles.
Puis il laissera la direction de l'école à sa fille Rosa Bonheur.